# مشتری هلال
مشتری هلال (زادهٔ ۱۹۹۳ در کابل) هنرمند، نمایشگاه‌گردان و مؤلف مستقل اهل آلمان است که بیشتر در زمینهٔ هنرهای بصری فعالیت می‌کند.

## زندگی
هلال در سال ۱۹۹۳ در کابل در افغانستان به دنیا آمد و در دو سالگی به آلمان مهاجرت کرد، و پس از پایان دبیرستان به کابل بازگشت. او در سال ۲۰۱۶ جشنوارهٔ کلینچ را در هانوفر افتتاح کرد و به حلقهٔ ادبی برلین دعوت شد، جایی که با سنتوران واراثاراجا نمایشگاه دختری با سبیل را برگزار کرد.
او اسلام‌شناسی را در هامبورگ، برلین و لندن با تمرکز بر مطالعات جنسیت و مطالعات استعمارزدایی خواند و از بنیان‌گذاران مجموعهٔ «تاریخ و هنر تصویری افغانستان» و پروژهٔ پژوهشی «سرپرستی از طریق درگیری با مراقبت» است.
هلال اکنون در برلین و هامبورگ زندگی می‌کند.

## آثار
هلال در آثار بصری و تصویرسازی، و همچنین در کتابش با عنوان «زشتی» که در سال ۲۰۲۳ توسط هانزر-فرلاگ منتشر شد، به بررسی چهره‌ها و عادت‌های بصری جامعهٔ غربی پرداخته است. جنسیت‌گرایی، نژادپرستی، یهودستیزی و تبعیض تعیین می‌کنند که مردم چه چیزی را زیبا یا زشت می‌پندارند. نگاه غربی همواره تصاویری محدود را بازتولید می‌کند. در آثار او، این هنجارها به چالش کشیده می‌شوند و خودآگاهی تاریخی مورد بررسی قرار می‌گیرد. جوانی و سلامت به عنوان هستهٔ اصلی تصورات زیبایی در طول فرهنگ‌ها و دوره‌ها محسوب می‌شوند. بیماری و مرگ نیز به عنوان جهانی‌ترین و نهایی‌ترین زشتی تلقی می‌شوند.
«آشتی با زشتی همچنان مرا همراهی خواهد کرد. هر روز باید از خودم بخواهم که آن را بپذیرم، به یاد بیاورم، نگاهم را به آن هشدار دهم و ترس و انزجارم را به چالش بکشم.»
آشتی با زشتی، فرآیندی است که صبر و شجاعت می‌طلبد.
هلال به همراه خواهرش زهرا، «استودیوی هلال» را اداره می‌کند؛ پروژه‌ای طراحی که با چاپ روی پارچه‌ها در تقاطع هنر، مد و داستان‌گویی فعالیت دارد. از فوریهٔ ۲۰۲۱، او یکی از هم‌گردان‌های یک مجموعهٔ گفت‌وگو با جغرافی‌دان سیاسی «سینثوجان واراثاراجا» است.

## جوایز
- ویلا-سرپنتارا، ۲۰۲۳[۱۱]
- جایزهٔ ادبی هامبورگ، کتاب غیرداستانی سال ۲۰۲۳ برای «زشتی»[۱۲]

## نمایشگاه‌ها
- ۲۰۲۳: کودکی(ها). از خاطرات در هنر، خانهٔ کوبورگ، نگارخانهٔ شهری دلمن‌هورست، آلمان[۱۳]

## آثار منتشر شده
- انگلیسی در برلین. طرد در جامعه‌ای جهان‌شمول، برلین، ۲۰۲۲ (آلمانی/انگلیسی).
- زشتی. مونیخ، ۲۰۲۳.[۵]